# Føroya Landsbókasavn

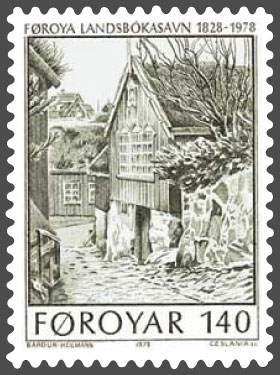
Het voormalige bibliotheekgebouw in 1830 op een Faeröerse postzegel, uitgegeven in 1978 ter gelegenheid van het 150-jarig bestaan van de instelling

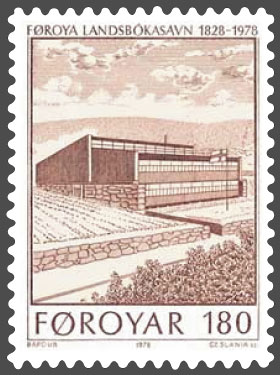
Het huidige door J.P. Gregoriussen ontworpen bibliotheekgebouw op een postzegel uit dezelfde serie

Føroya Landsbókasavn is de nationale bibliotheek van de Faeröer, een autonome eilandengroep binnen het Koninkrijk Denemarken. De instelling is gevestigd in de hoofdstad Tórshavn.

## Beschrijving
De Føroya Landsbókasavn is zowel een wetenschappelijke als een openbare bibliotheek. De collectie van de instelling bestaat uit een grote verzameling boeken die in het Faeröers zijn geschreven, dan wel door Faeröerders in andere talen zijn geschreven of daaruit zijn vertaald. Ook zijn er vele boeken uit alle landen ter wereld te vinden die de Faeröer tot onderwerp hebben. De Føroya Landsbókasavn verzorgt verder de vijftien lokale openbare bibliotheken en elf schoolbibliotheken op de Faeröer.

## Geschiedenis
De geschiedenis van de Føroya Landsbókasavn gaat terug tot 1828. In dat jaar begon Christian Ludvig Tillisch, die van 1825 tot 1830 de Deense Amtsmann (gouverneur) van de Faeröer was, samen met zijn assistent Amtsrevisor Jens Davidsen boeken te verzamelen ten behoeve van de toentertijd relatief geïsoleerde bewoners van de eilandengroep. Ze verwierven hiertoe een jaarlijkse subsidie van de Deense koning. Ook werden ze geholpen door particulieren, die in korte tijd meer dan 2000 boeken voor de collectie bijeen brachten. De bibliotheek, die in het Deens de Færø Amts Bibliotek werd genoemd, kreeg in 1830 een eigen gebouw in Tórshavn. Davidsen werd directeur van de instelling.
Rond 1850 omvatte de verzameling van de bibliotheek circa 5000 boeken. Vanaf 1878, het jaar waarin Davidsen overleed, stagneerde de opbouw van de collectie, totdat in 1905 het Løgting (het Faeröerse parlement) de instelling subsidie toekende. Een nieuwe bloeitijd brak aan in 1921, toen de bibliotheek onder leiding kwam te staan van de Faeröerse taalkundige M.A. Jacobsen (1891-1944). In deze periode, waarin een beweging op gang kwam die de emancipatie voorstond van de Faeröerse taal en cultuur ten opzichte van Denemarken, ontwikkelde de instelling zich tot een trefpunt van Faeröerse dichters en politici. De bibliotheek verhuisde in 1931 naar een groter gebouw.
Toen de Faeröer in 1948 gedeeltelijk zelfbestuur werden toegekend, kreeg de bibliotheek haar huidige naam. De subsidie van het Løgting werd aanmerkelijk verhoogd, wat een nieuwe groeifase tot gevolg had. In 1952 werd bij wet bepaald, dat iedere uitgeverij op de Faeröer vier exemplaren van elk gedrukt werk ter beschikking van de bibliotheek moet stellen. Sinds 1979 bevindt de bibliotheek zich in zijn huidige gebouw, dat door de Faeröerse architect J. P. Gregoriussen werd ontworpen.